# Miranda Nijenhuis
Miranda Nijenhuis (26 februari 1992) is een Nederlandse zwemster van De Columbiaan uit Voorhout.

## Persoonlijke records
| Onderdeel        | Kortebaan | Langebaan |
| ---------------- | --------- | --------- |
| 50 m rugslag     | 29.41     | 30.37     |
| 100 m rugslag    | 1.01.28   | 1.04.67   |
| 200 m rugslag    | 2.14.13   | 2.20.28   |
| 100 m wisselslag | 1.02.75   |           |
| 200 m wisselslag | 2.20.83   | 2.22.70   |

## Resultaten
| jaar | NK Langebaan                                 | NK Kortebaan                                                        | NK Sprint                                                                              |
| ---- | -------------------------------------------- | ------------------------------------------------------------------- | -------------------------------------------------------------------------------------- |
| 2006 |                                              | 8e 4x200m vrije slag est                                            |                                                                                        |
| 2007 |                                              | 8e 200m wisselslag 7e 4x100m wisselslag est.                        |                                                                                        |
| 2008 | 7e 200m wisselslag 4e 4x100m wisselslag est. | 50m rugslag · 7e 200m rugslag · 8e 4x100m wisselslag est.           | 5e 4x50m vrije slag est. 4e 4x50m wisselslag est.                                      |
| 2009 | 5e 100m rugslag                              | 8e 50m rugslag 7e 100m rugslag 8e 4x100m wisselslag est.            | 6e 50m rugslag · 4e 100m wisselslag · 4x50m vrije slag est. · 8e 4x50m wisselslag est. |
| 2010 | 7e 100m rugslag                              | 4e 100m rugslag 6e 4x100m vrije slag est. 6e 4x100m wisselslag est. | 100m wisselslag · 5e 50m vrije slag                                                    |